# Whistle stop train tour
Een whistle stop train tour is een vorm van politieke campagnevoering in de Verenigde Staten, waarbij een politicus met de trein door het land reist en over een relatief korte periode een lange reeks bondige toespraken houdt in zowat alle plaatsen waar de trein onderweg passeert. Veelal geeft de politicus zijn redevoering vanaf de achterste wagon van de trein.
Het gebruik kent zijn oorsprong in de 19e eeuw, toen de trein het meest geschikte vervoermiddel was om binnen de Verenigde Staten langere afstanden mee af te leggen.

## Galerij

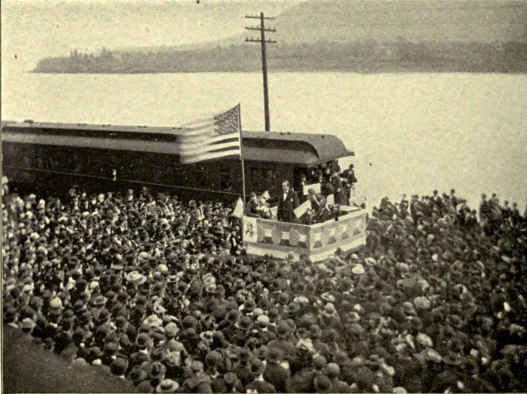
William Jennings Bryan geeft een whistle stop-toespraak in het kader van zijn campagne voor de presidentsverkiezingen van 1896.
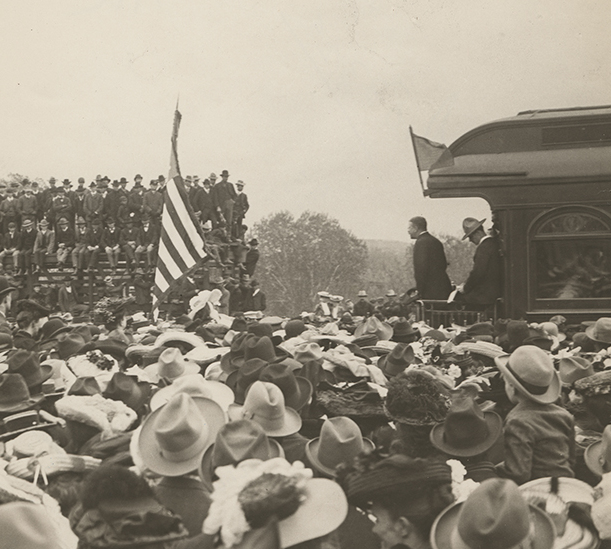
Toenmalig Republikeins vicepresidentskandidaat Theodore Roosevelt tijdens een whistle stop tour voor de presidentsverkiezingen van 1900.
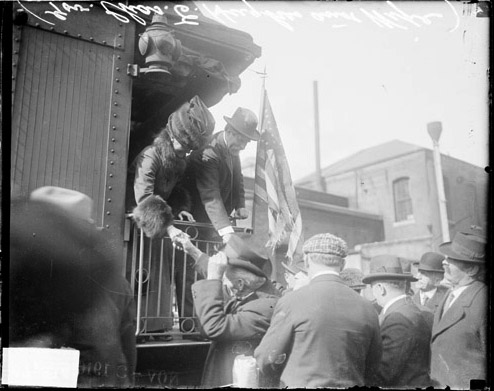
Republikeins presidentskandidaat Charles Evans Hughes en zijn echtgenote wuiven naar aanhangers in Chicago tijdens diens campagne voor de presidentsverkiezingen van 1916.
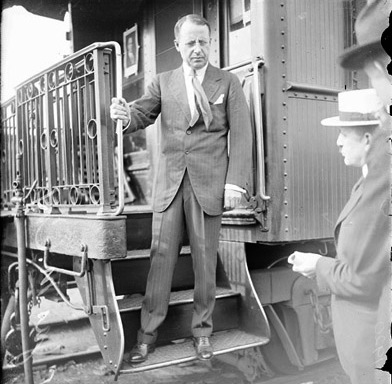
Democratisch presidentskandidaat James M. Cox op toer voor zijn campagne voor de presidentsverkiezingen van 1920.
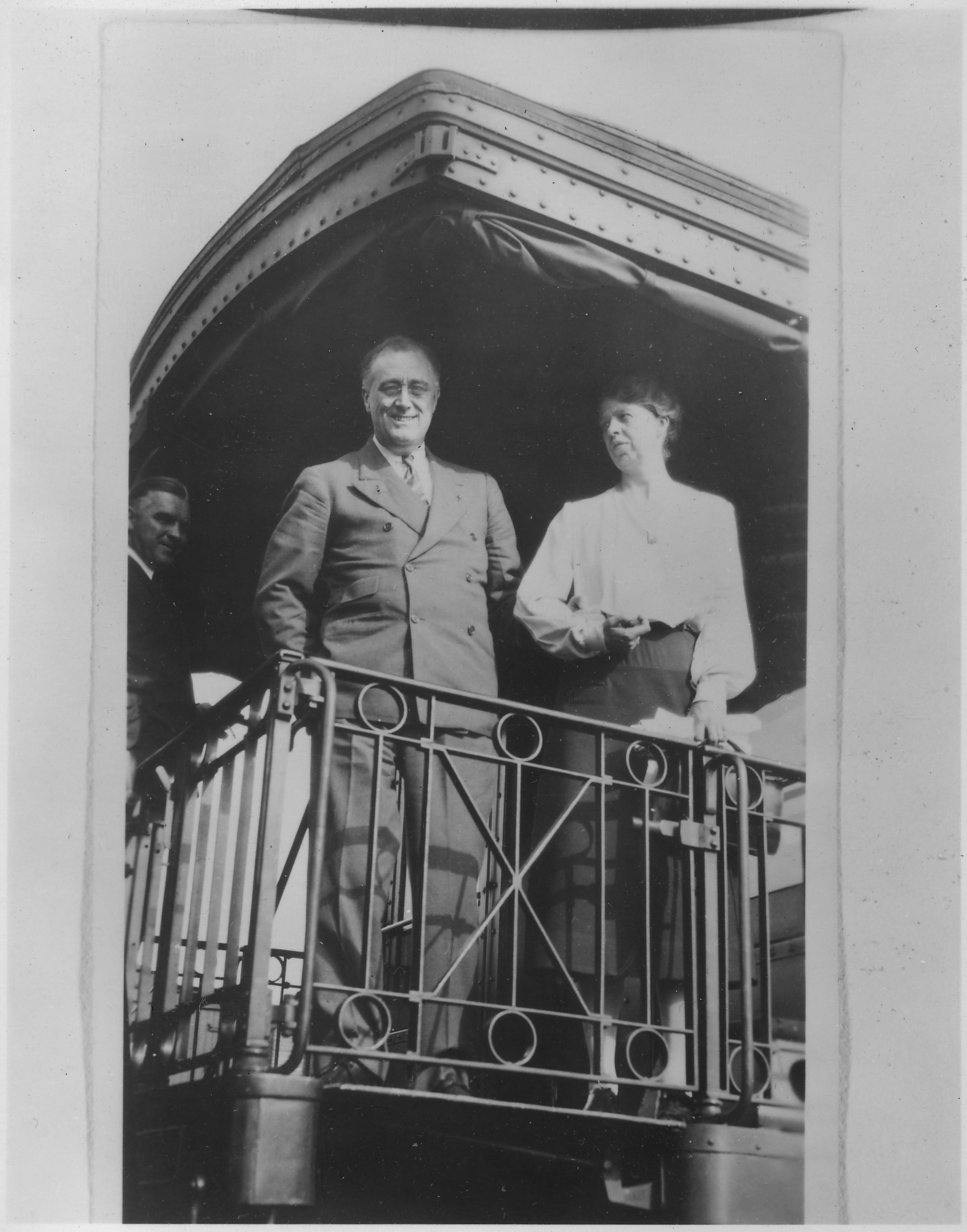
Franklin Delano Roosevelt en zijn echtgenote Eleanor tijdens een toer voor de presidentsverkiezingen van 1932.
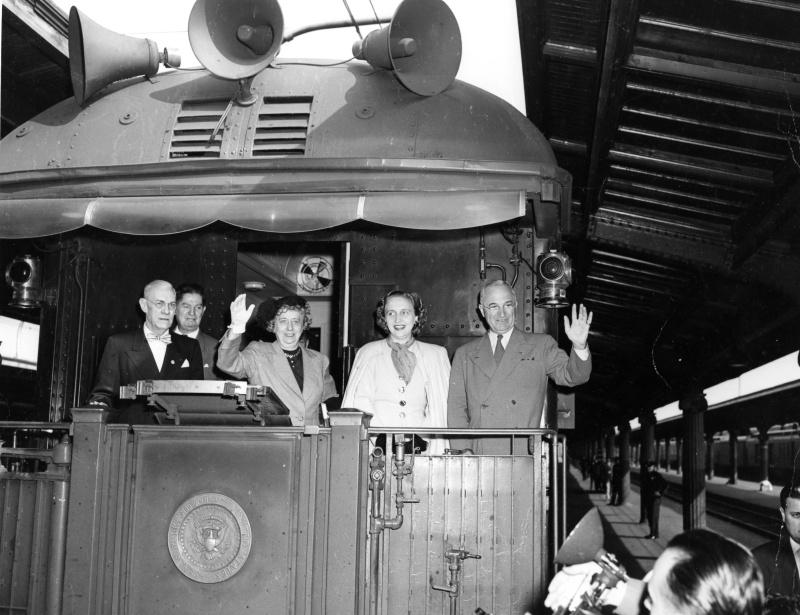
President Harry S. Truman en zijn gezin tijdens de campagne voor de presidentsverkiezingen van 1948.
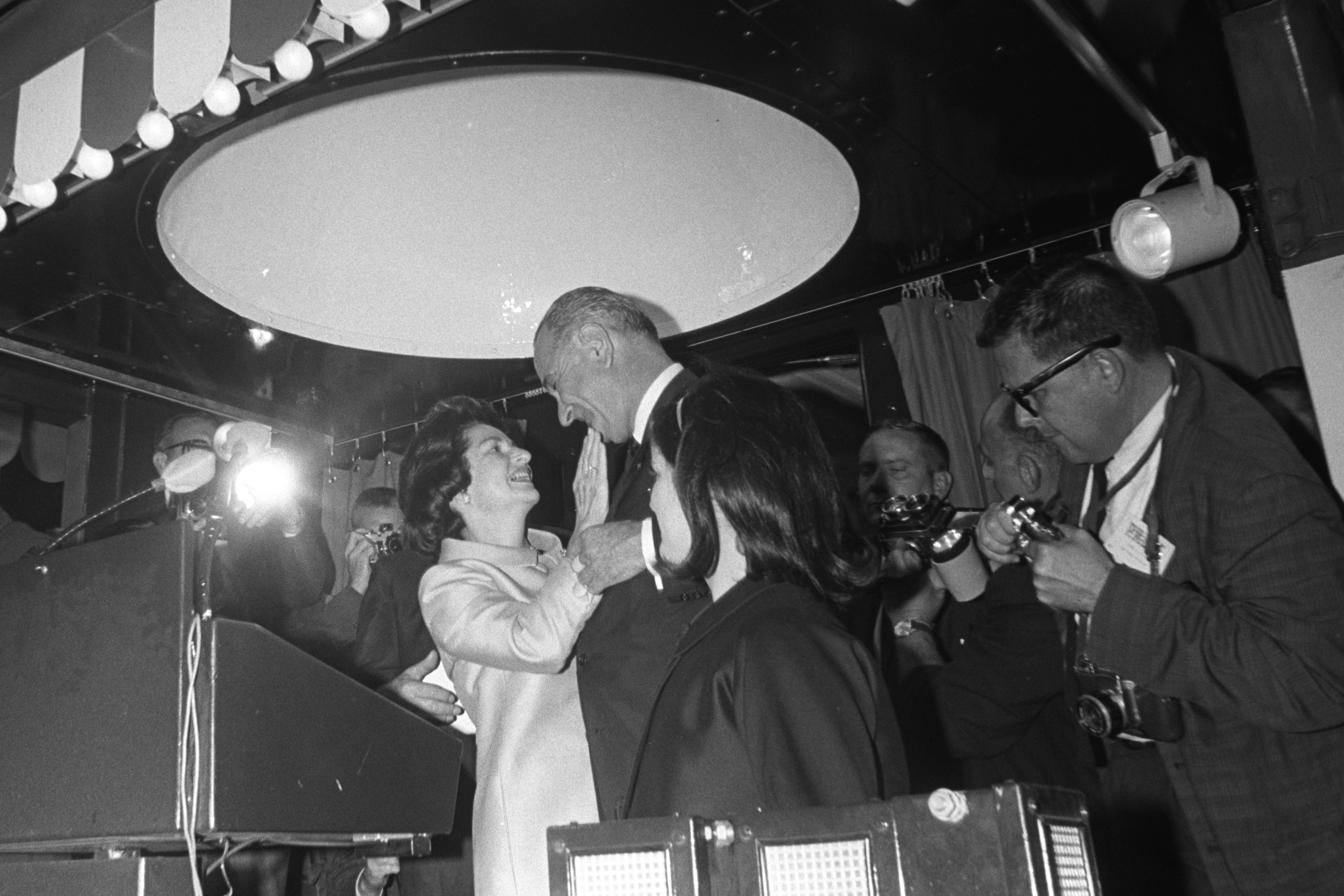
President Lyndon B. Johnson en zijn echtgenote Lady Bird Johnson gedurende de campagne voor de presidentsverkiezingen van 1964.
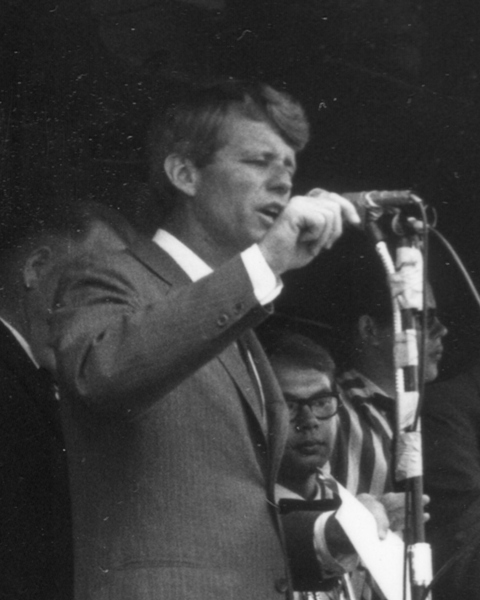
Robert F. Kennedy gedurende de campagne voor de presidentsverkiezingen van 1968.
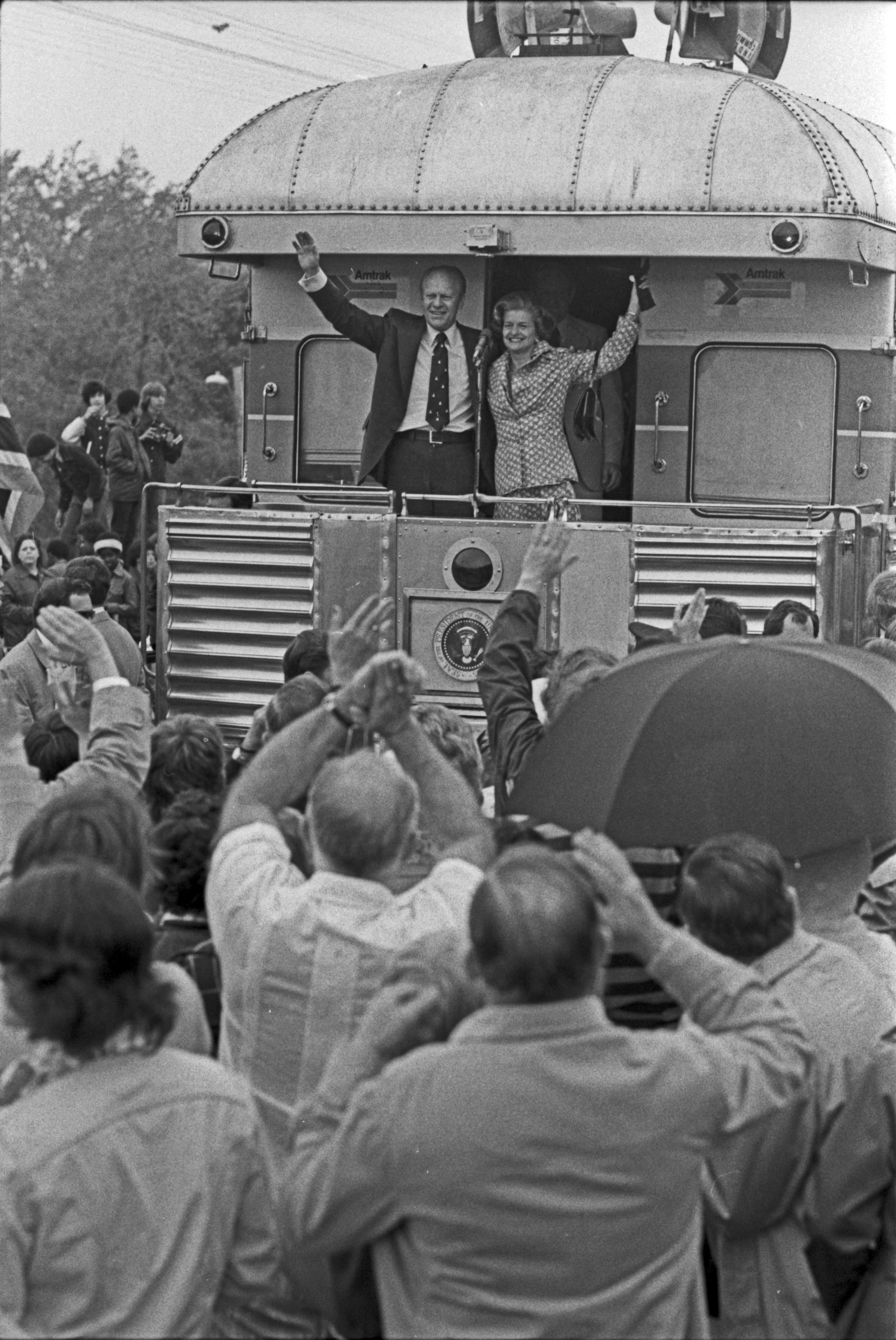
President Gerald Ford en First Lady Betty Ford wuiven aanhangers toe tijdens een toer door Michigan naar aanleiding van de presidentsverkiezingen van 1976.
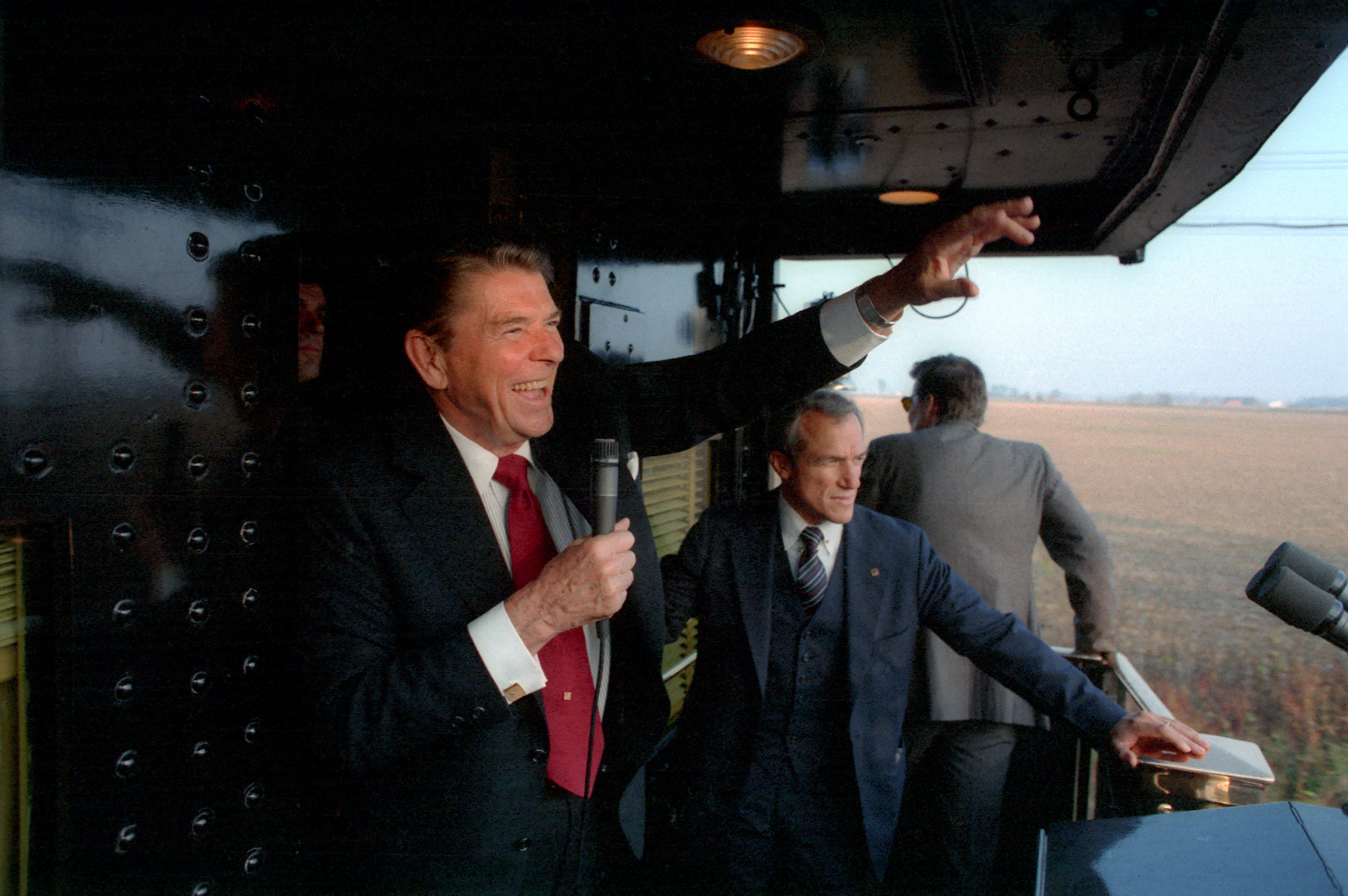
President Ronald Reagan in Ohio bij zijn campagne voor de presidentsverkiezingen van 1984.
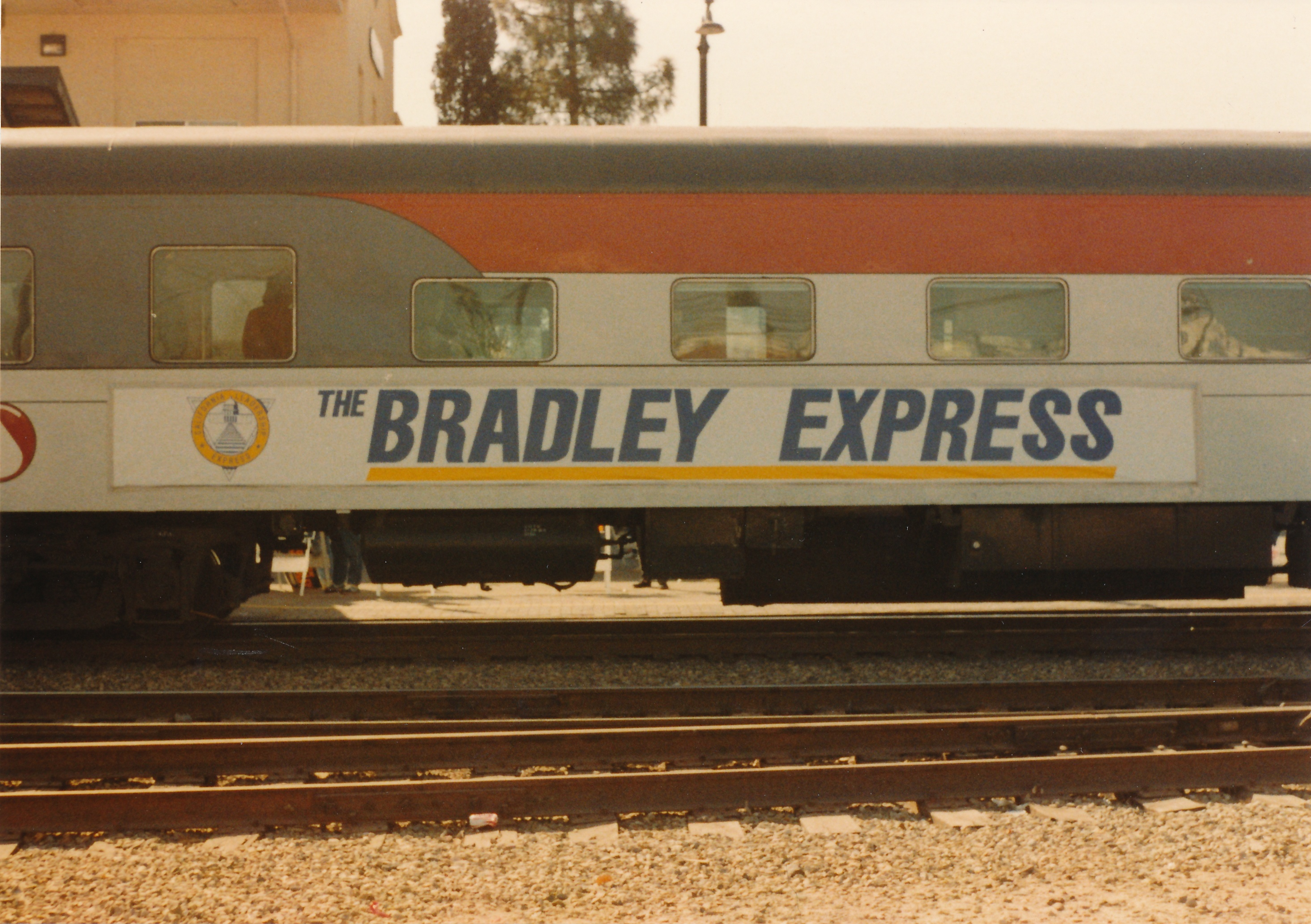
Wagon die door Tom Bradley werd gebruikt tijdens zijn campagne voor de gouverneursverkiezing van Californië in 1986.
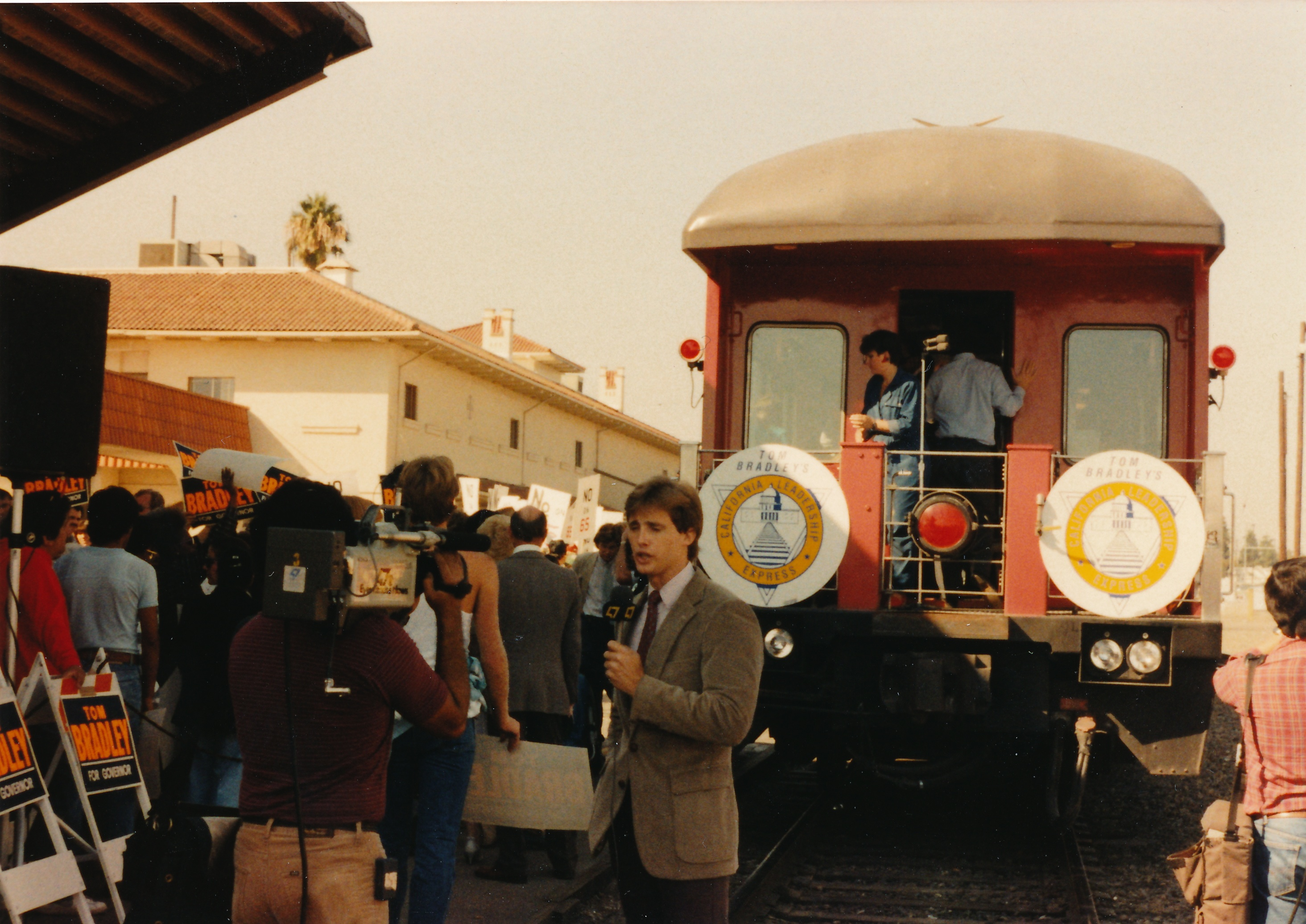
Tom Bradley groet zijn aanhangers.
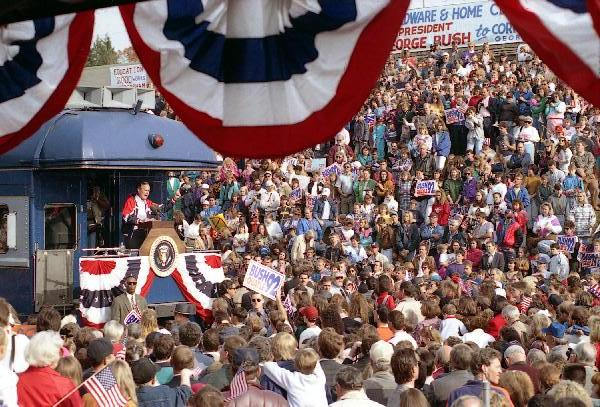
President George H.W. Bush in Georgia tijdens zijn campagne voor de presidentsverkiezingen van 1992.
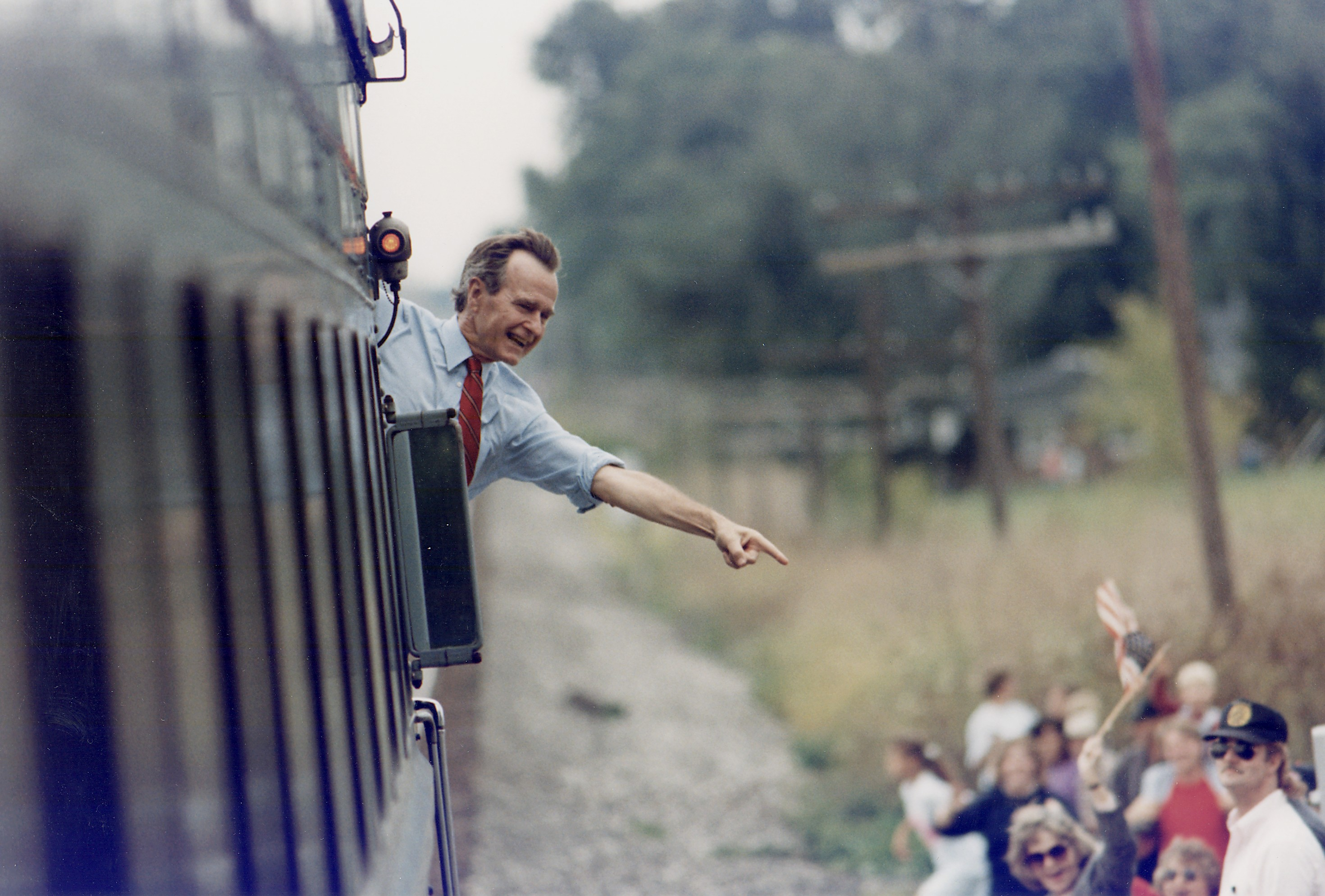
President George H.W. Bush groet aanhangers in Ohio tijdens zijn campagne in 1992.
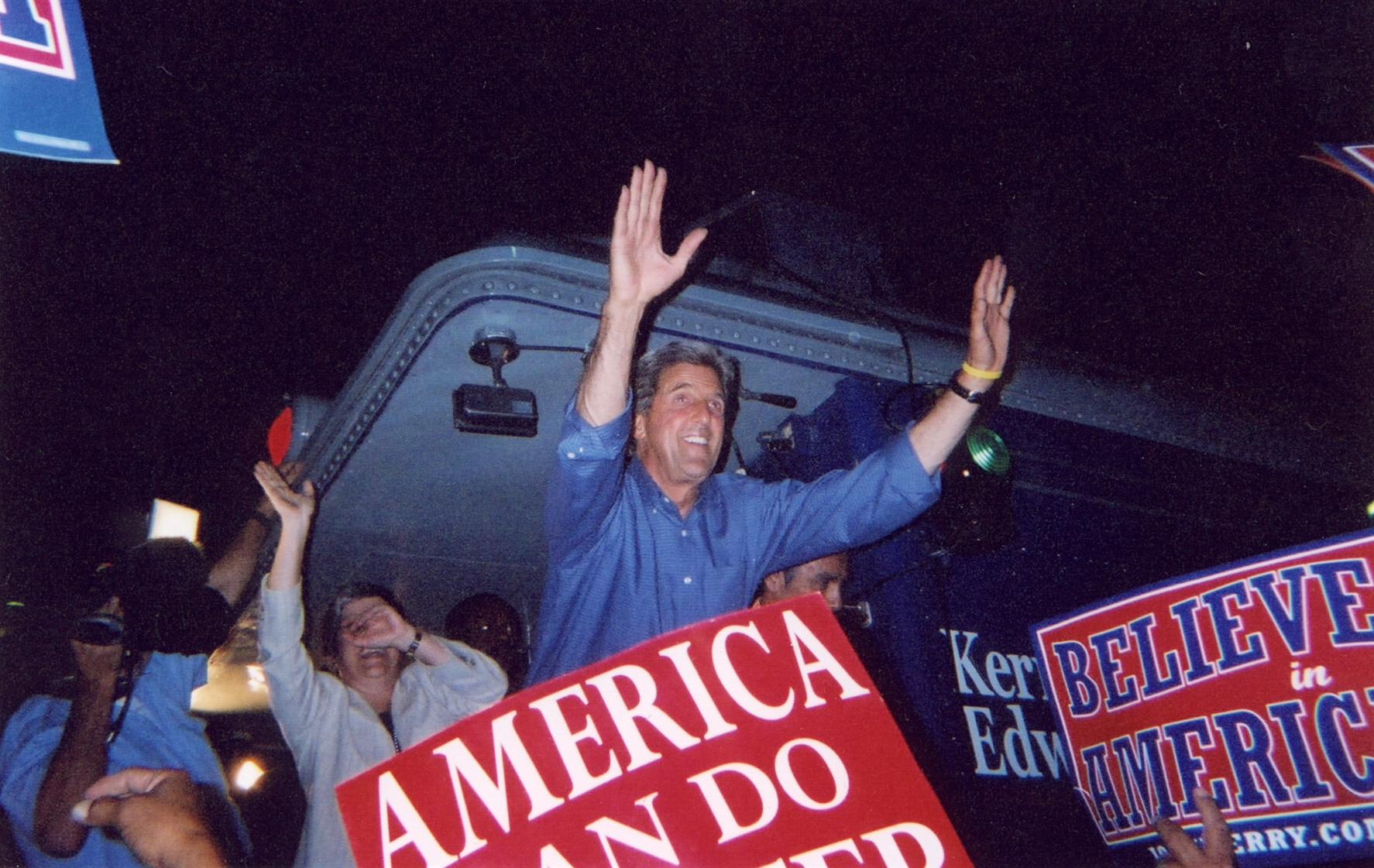
John Kerry op een whistle stop tour bij zijn campagne voor de presidentsverkiezingen van 2004.
- President-elect Barack Obama en vicepresident-elect Joe Biden op een overwinningstoer onderweg naar hun inauguratie in 2009.
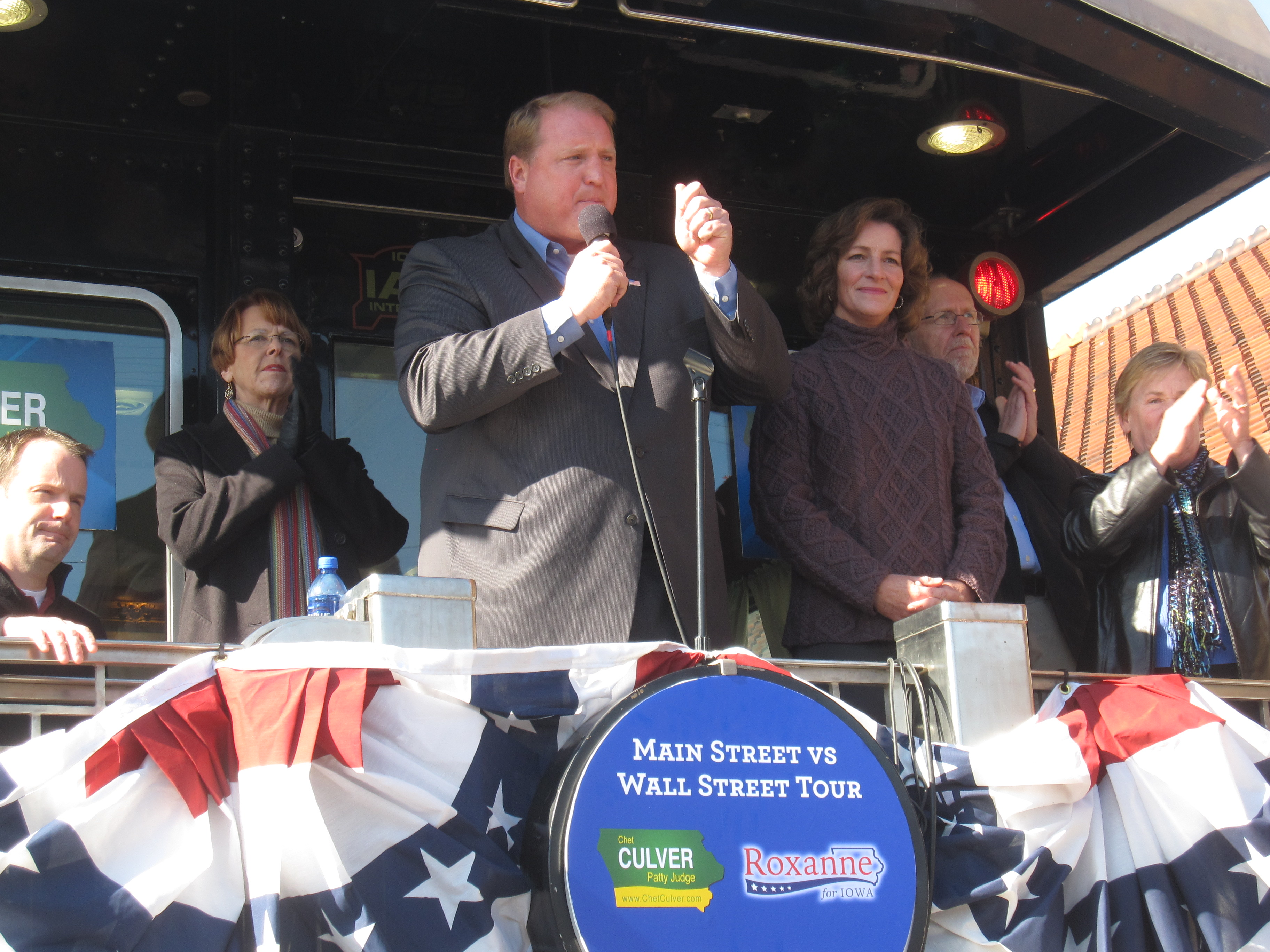
Chet Culver en Roxanne Conlin tijdens hun gezamenlijke whistle stop tour in 2010 voor de campagne van respectievelijk de gouverneursverkiezing en de Senaatsverkiezing in Iowa.
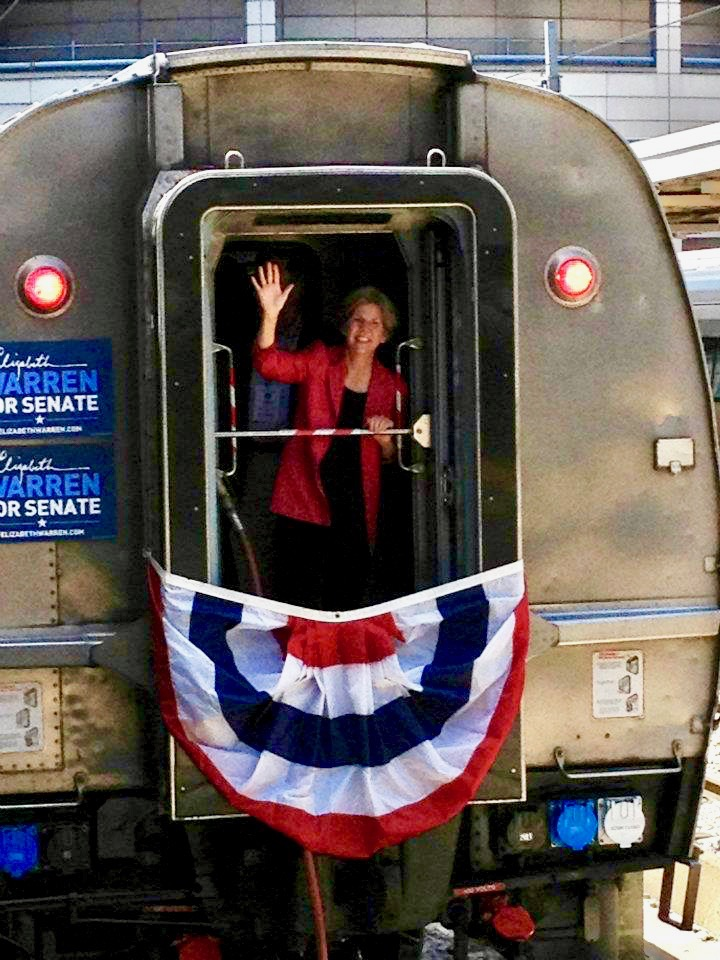
Elizabeth Warren tijdens whistle stop tour in het kader van de Senaatsverkiezingen van 2012.